# Döbern
Döbern (baix sòrab: Derbno) és una ciutat alemanya que pertany a l'estat de Brandenburg. Forma part de l'Amt Döbern-Land. Es troba a 20 kilòmetres de Forst (Lusàcia), Spremberg i Weißwasser i a 25 kilòmetres de Cottbus.

## Ajuntament
El consistori està format per 16 regidors, repartits 
- HWESV 2 regidors
- CDU 4 regidors
- SPD 2 regidors
- FDP 2 regidors
- Die Linke 3 regidors
- St.Florian 2 regidors

## Agermanaments
- Jasień
- Rheinbach